# Уильямс, Джон Генри
Джон Генри Уильямс (англ.  John Henry Williams; 21 июня 1887, Истрадгинлайс, Уэльс — 24 декабря 1980, Саутбридж, штат Массачусетс, США) — американский экономист, эмерит профессор экономики Гарвардского университета, президент Американской экономической ассоциации в 1951 году.

## Биография
Джон родился 21 июня 1887 года в Истрадгинлайсе, Уэльс и вскоре семья переехала в Норт-Адамс, штат Массачусетс.
Дж. Уильямс в 1912 году получил степень бакалавра искусств в Брауновском университете, где остался преподавать английский в 1912—1915 годах. В 1916 году получил степень магистра искусств. Удостоен премии Дэвида Уэллса для публикации докторской диссертации в издательстве Гарвардского университета за изучение Аргентинской торговли, и в 1919 году получил степень доктора философии в Гарвардском университете.
Преподавательскую деятельность начал в качестве преподавателя экономики Гарвардском университете в 1918—1919 годах, и был помощником редактора The Review of Economics and Statistics. Продолжил преподавать в качестве ассистента профессора экономики в Принстонском университете в 1919—1920 годах, затем в качестве ассоциированного профессора банковского дела в Северо-Западном университете в 1920—1921 годах.
Затем Дж. Уильямс вернулся в Гарвардский университет в качестве ассистента профессора в 1921—1925 годах, ассоциированного профессора в 1925—1929 годах, полного профессора в 1929—1933 годах, а в 1933—1957 годах профессор кафедры политэкономии имени Натаниэля Ропса, в 1937—1947 годах был деканом Гарвардской Высшей школы государственного управления. В 1957 году стал эмерит профессором экономики Гарвардского университета. В 1957—1963 годах профессор кафедры международных отношений имени Уильяма Л. Клейтона во Флетчеровской школе права и дипломатии.
В 1936—1947 годах был вице-президентом Федерального резервного банка Нью-Йорка, делегатом США подготовительной комиссии Всемирной конференции по монетарной экономике в 1932—1933 годах. Был членом Американской статистической ассоциации, членом Американского философского общества, член обществ Фи Бета Каппа, Дельта Сигма Ро и Тета Дельта Хи.
Семья
Дж. Уильямс женился 1 сентября 1915 года на Джесси Изабель Монро, у них родилась две дочери, Маргарет Вудман и Калверт У. Уоткинс. После смерти Джесси в 1960 году, Уильямс женился второй раз на Кэтрин Р. МакКинстри 6 апреля 1962 года.

## Память
Бывшие коллеги Джона Уильямса по Федеральному банку Нью-Йорка учредили с 1958 года Премию имени Джона Уильямса в знак признания его выдающейся карьеры в качестве экономиста. Премия вручается ежегодно на кафедре экономики Гарвардского университета лучшему по баллам выпускнику с отличием.